# 드미트리 알렉사닌
드미트리 세르게예비치 알렉사닌(러시아어: Дми́трий Серге́евич Алекса́нин, 1991년 12월 18일~)은 카자흐스탄의 펜싱 선수로 주 종목은 에페이다. 2012년 하계 올림픽에 참가하였으며, 아시안 게임에서 금메달 1개, 동메달 2개를 획득했다.

## 경력
알마티에서 태어나 2002년에 어머니의 권유로 펜싱을 시작했다. 2007년에 청소년 국가대표로 처음 발탁되었고, 2010년에 성인 국가대표로 발탁되었다.
2012년 런던에서 열린 2012년 하계 올림픽에서 남자 에페 개인전에 참가하였으나 32강에서 베네수엘라의 실비오 페르난데스에게 12-15로 패하며 탈락하였다.